# Leporinus melanostictus
Espèce
Il existe dans le fleuve Sinnamary l'espèce Leporinus maculatus qui mesure à l'âge adulte entre environ 40 cm pour 1,5 kg. Il préfère les eaux calmes en fin de courant. Les couleurs de ses écailles sont jaune doré avec des taches noires. Le nez est pointu et sa bouche renferme des dents puissantes avec lesquelles il casse les graines tombées des arbres et emportées par les courants.

## Liens taxonomiques
- (en) Animal Diversity Web : Leporinus melanostictus (consulté le 13 mars 2013)
- (en) Catalogue of Life : Leporinus melanostictus Norman, 1926 (consulté le 17 décembre 2020)
- (en + fr) FishBase : espèce Leporinus melanostictus  Norman, 1926 (+ traduction) (+ noms vernaculaires 1 & 2) (consulté le 13 mars 2013)
- (fr + en) ITIS : Leporinus melanostictus  Norman, 1926 (consulté le 13 mars 2013)